# Chlorochroa congrua
Chlorochroa congrua är en insektsart som beskrevs av Philip Reese Uhler 1876. Chlorochroa congrua ingår i släktet Chlorochroa och familjen bärfisar. Inga underarter finns listade i Catalogue of Life.